# تیله آبی

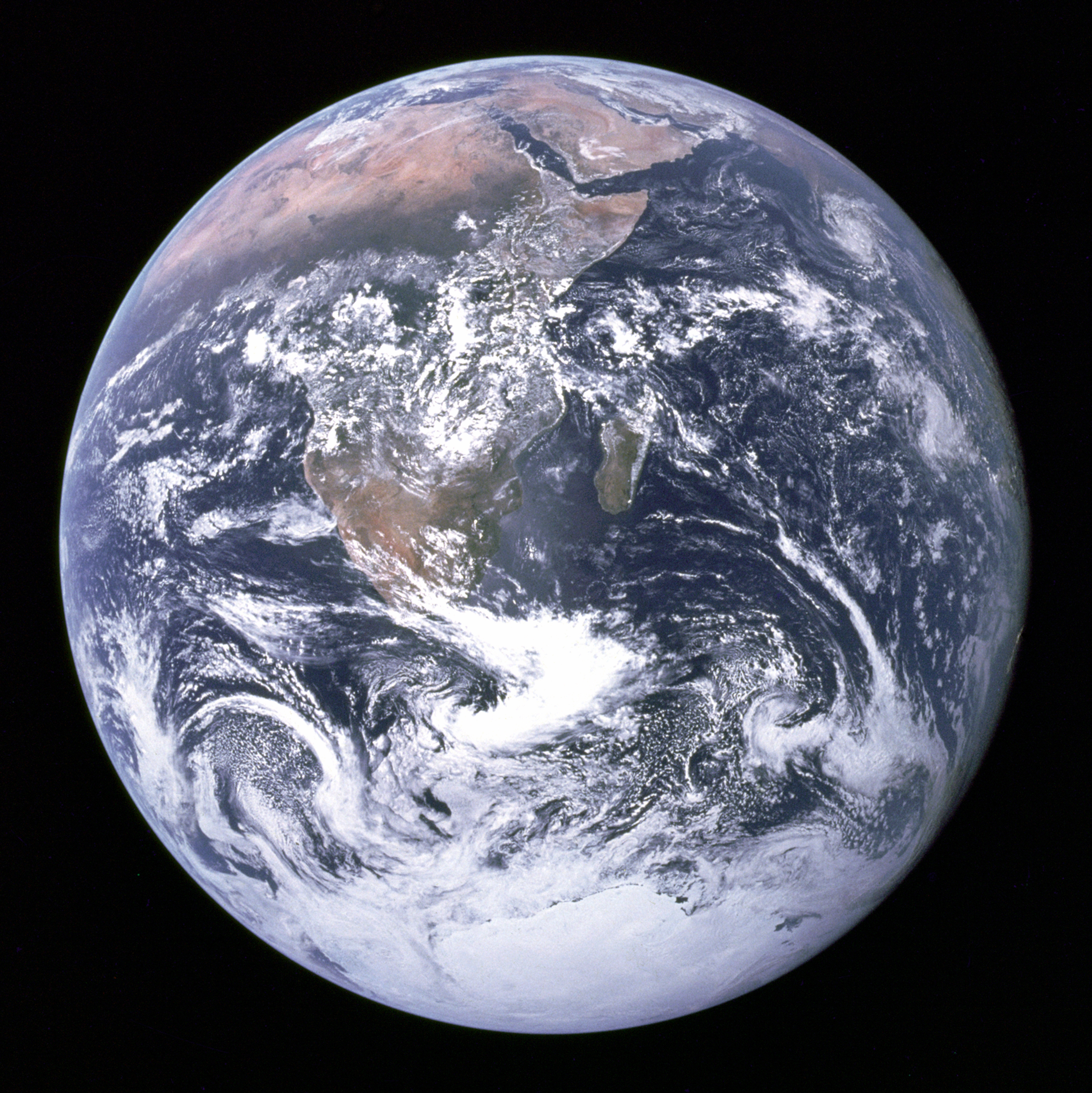
تیلهٔ آبی: زمین از فاصله ۴۵٬۰۰۰ کیلومتری

تیلهٔ آبی (به انگلیسی: The Blue Marble) مشهورترین فرتور کره زمین است که در ۱۶ آذر ۱۳۵۱ (۷ دسامبر ۱۹۷۲) توسط فضانوردان مأموریت آپولو ۱۷ از فاصله ۲۹٬۰۰۰ کیلومتری زمین و در مسیر کره ماه برداشته شده‌است.
آپولو-۱۷ آخرین مأموریت پروژه آپولو بود و از آن پس هیچ انسانی از این فاصله کرهٔ زمین را مشاهده نکرده‌است.
هنگام برداشتن عکس تیله آبی، خورشید درست پشت سر فضانوردان قرار داشت. تیله آبی یکی از تصاویر انگشت‌شمار کره زمین از فضا است که در آن تمامی قرص کره زمین با نور خورشید روشن شده‌است. در آن لحظه، کره زمین به نظر فضانوردان به صورت یک تیلهٔ آبی‌رنگ در فضا دیده می‌شد و برای همین عکس را «تیلهٔ آبی» نامگذاری کردند.
قاره آفریقا، شبه جزیره عربستان، اقیانوس هند، بخشی از جنوب ایران، خلیج فارس و دریای عمان در تصویر تیله آبی دیده می‌شوند.
[فلات ایران درنقشه تیله آبی مشخصا از مرزهای بین النهرین و ماوراءالنهر مجزا و ناپیوسته است]

## عکس‌های مونتاژی

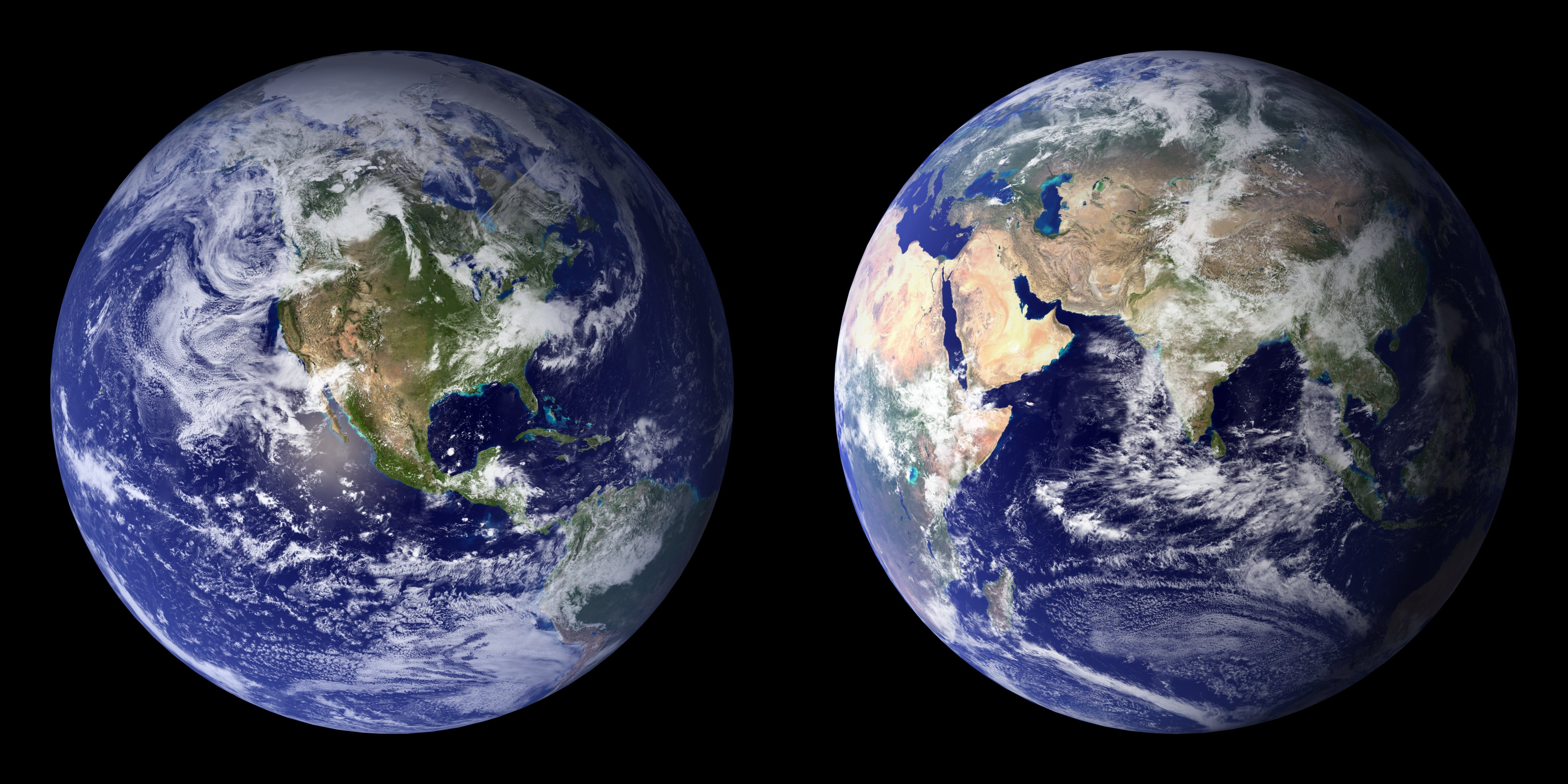
تیله‌های آبی‌رنگ جدید که از مونتاژ نگاره‌های ماهواره‌ای از نیم‌کره‌های شرقی و غربی زمین در سال‌های ۲۰۰۱ و ۲۰۰۲ ساخته شده‌اند.

در سال‌های اخیر، پژوهشگران با استفاده از فناوری کامپیوتر و مونتاژ عکس‌های ماهواره‌ای، تصاویر جدیدی را از نیم‌کره شرقی و غربی کره زمین ایجاد کرده‌اند که به تیله آبی اصلی شباهت دارد. در ساخت این تصاویر سعی شده که بیشتر پوشش از سطح زمین و آب و کمترین پوشش ابری در تصاویر گنجانده شود.

## در حاشیه
تصویر اصلی تیله آبی با توجه به موقعیت دوربین و فضاپیما حالت وارونه داشته، بدین ترتیب که قطب جنوب در بالای تصویر قرار داشته‌است.